# Ankerstraße 10 (Magdeburg)

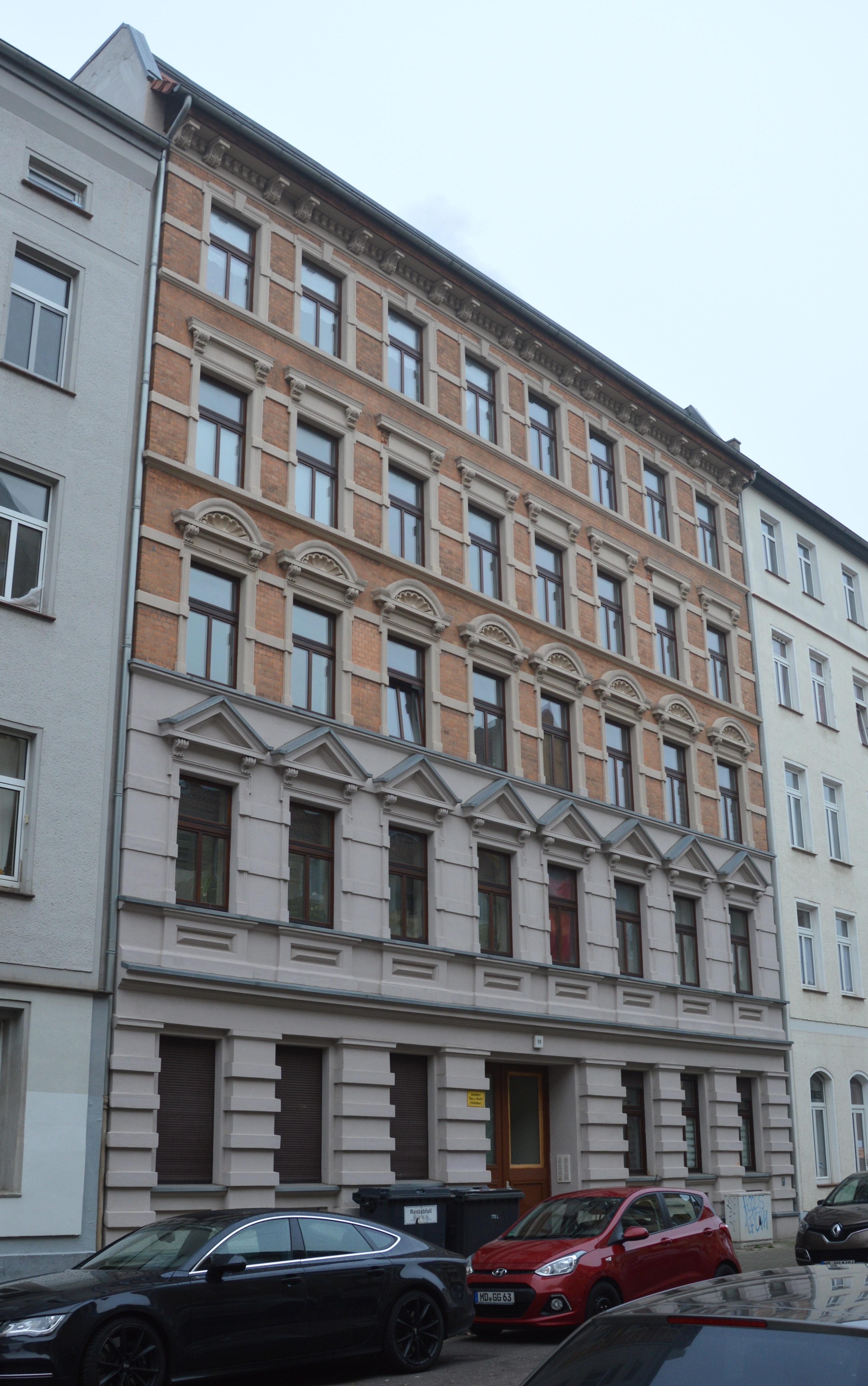
Haus Ankerstraße 10

Das Gebäude Ankerstraße 10 ist ein denkmalgeschütztes Wohnhaus in Magdeburg in Sachsen-Anhalt.

## Lage
Das Gebäude befindet sich auf der Südseite der Ankerstraße im Magdeburger Stadtteil Neue Neustadt.

## Architektur und Geschichte
Das große fünfgeschossige Wohnhaus entstand etwa 1880/1890. Die achtachsige Fassade des Ziegelgebäudes ist im Stil der Neorenaissance gestaltet. Am Erdgeschoss findet sich eine Bossierung. Die Fensteröffnungen der oberen Stockwerke sind mit Segmentbogen- bzw. Dreiecksgiebeln bekrönt.
Das Haus ist prägend für das Straßenbild und ein typisches Beispiel eines Mietshauses aus der Gründerzeit in einer Großstadt.
Im örtlichen Denkmalverzeichnis ist das Gebäude unter der Erfassungsnummer 094 82206 als Wohnhaus verzeichnet.